# Orpin de Nice
Sedum sediforme
Espèce
Classification phylogénétique
L'Orpin de Nice, Sédum de Nice ou Orpin sédiforme (Sedum sediforme) est une plante succulente de la famille des Crassulacées.

## Étymologie
Le nom de genre Sedum est l'ancien nom latin de la Joubarbe que l'on plantait sur les toits pour protéger les maisons de la foudre. L'épithète spécifique sediforme dérive du latin et signifie « en forme de sedum », car le premier nom (basionyme), donné par von Jacquin, était Sempervivum sediforme.

## Synonymes
Selon GRIN :
- Sedum nicaeense All.
- Sedum altissimum Poir.
- Sempervivum sediforme Jacq. (basionyme)

## Description
L'Orpin de Nice est une plante succulente, vivace, de 30 à 50 cm de haut, glabre et glauque.
La souche sous-ligneuse, donne naissance à des rejets stériles, portant dans leur partie supérieure des feuilles imbriquées sur 5 rangs. Les tiges sont charnues, robustes et dressées.
Les feuilles sessiles, ovales-lancéolées, mucronées, sont très ventrues, crassulescentes. Elles sont d'un gris bleuâtre (glaucescente). Les feuilles caulinaires, sont disposées moins densément sur la partie supérieure de la  tige fertile, florifère, dressée (portant l'inflorescence).
L'inflorescence est un corymbe dense, de rameaux arqués portant des fleurs d'un jaune très pâle.
Les 5 sépales sont ovales et obtus, et les 5 à 8 pétales sont étalés, de forme lancéolée et obtuse, 2 à 3 fois plus longs que la calice. Les 10 étamines possèdent des filets garnis de poils.
La floraison a lieu de juin à août.
Les fruits sont de petits follicules qui laissent échapper une poussière de graines.

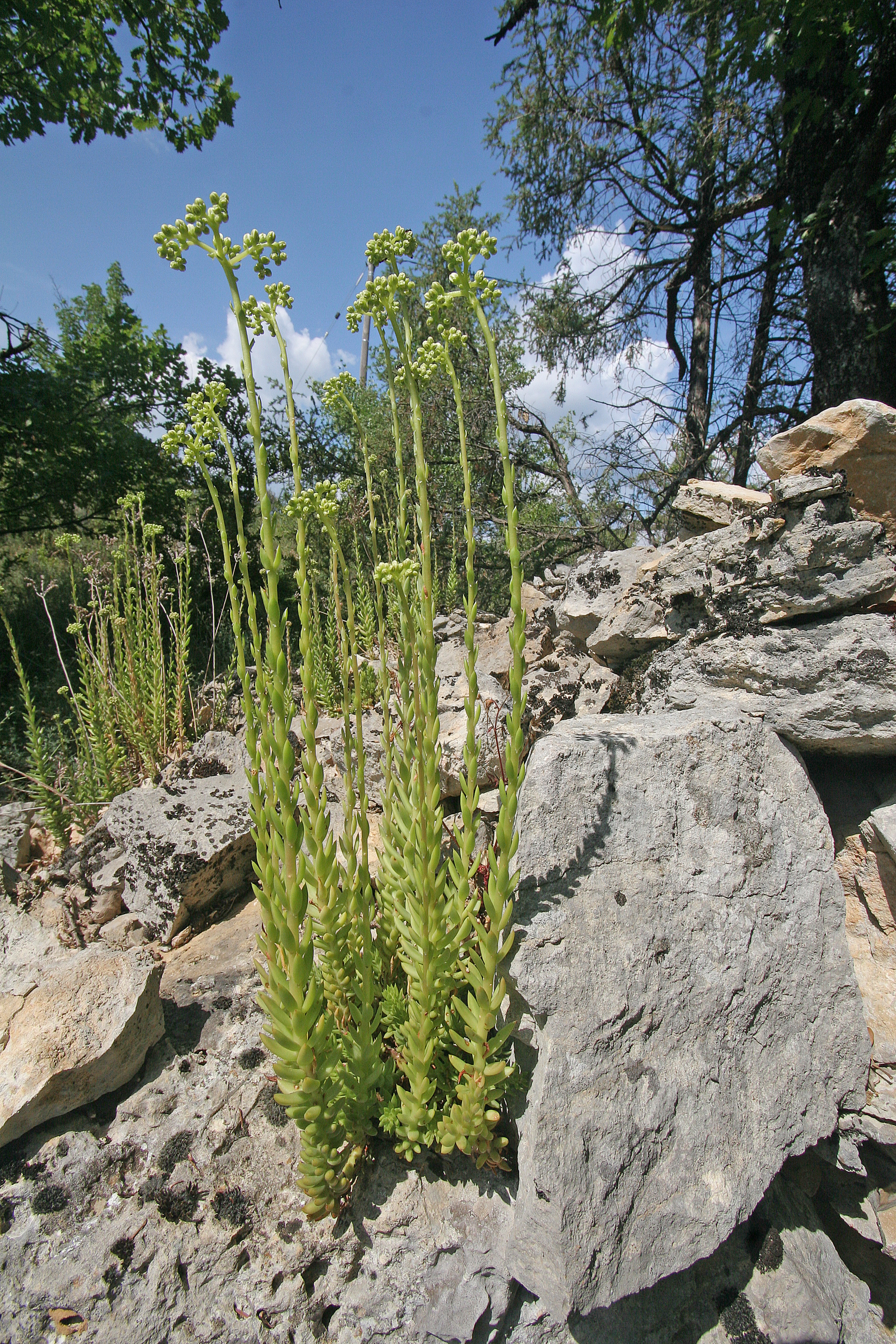
Avant floraison.
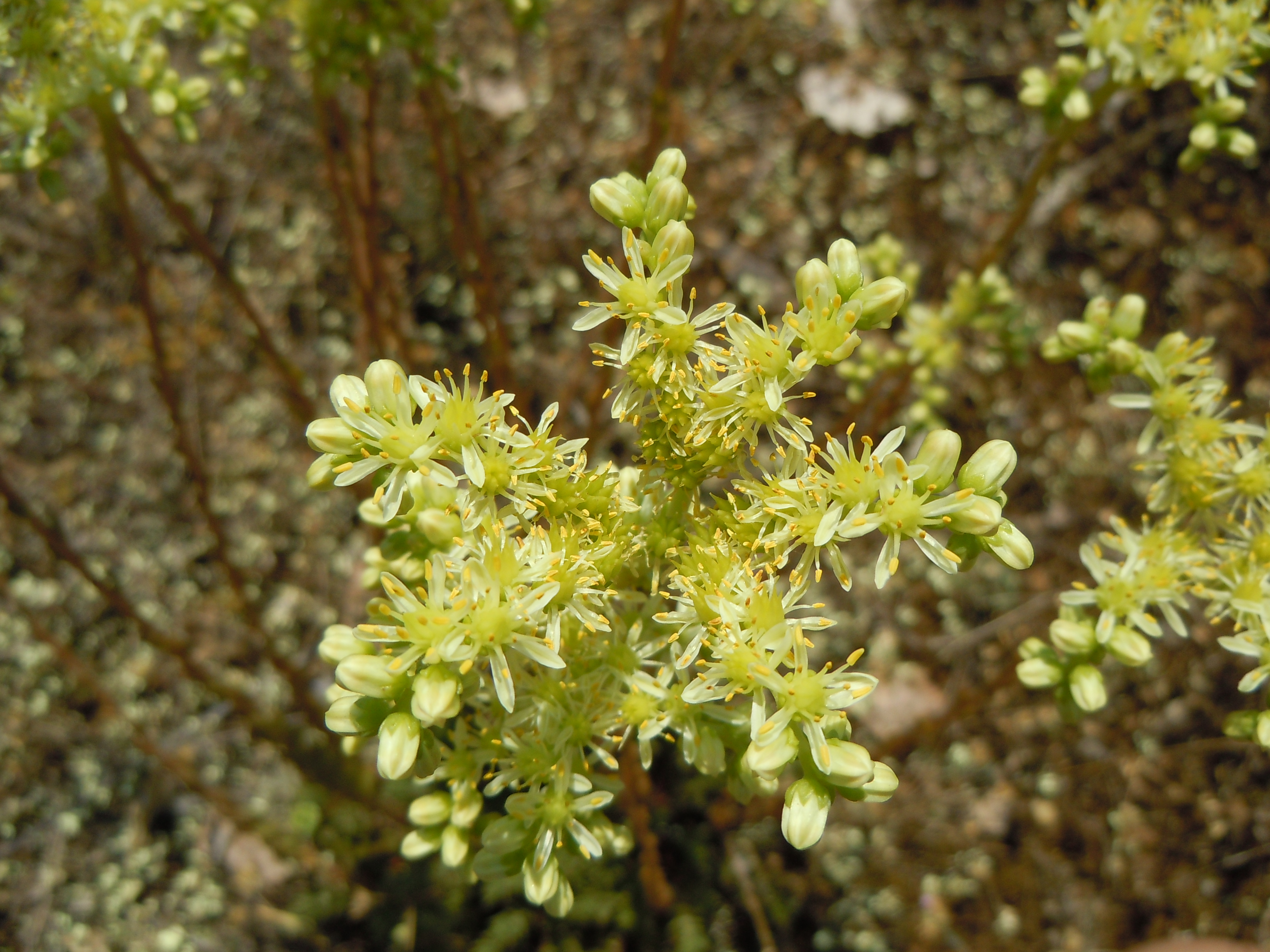
Détail de l'inflorescence.
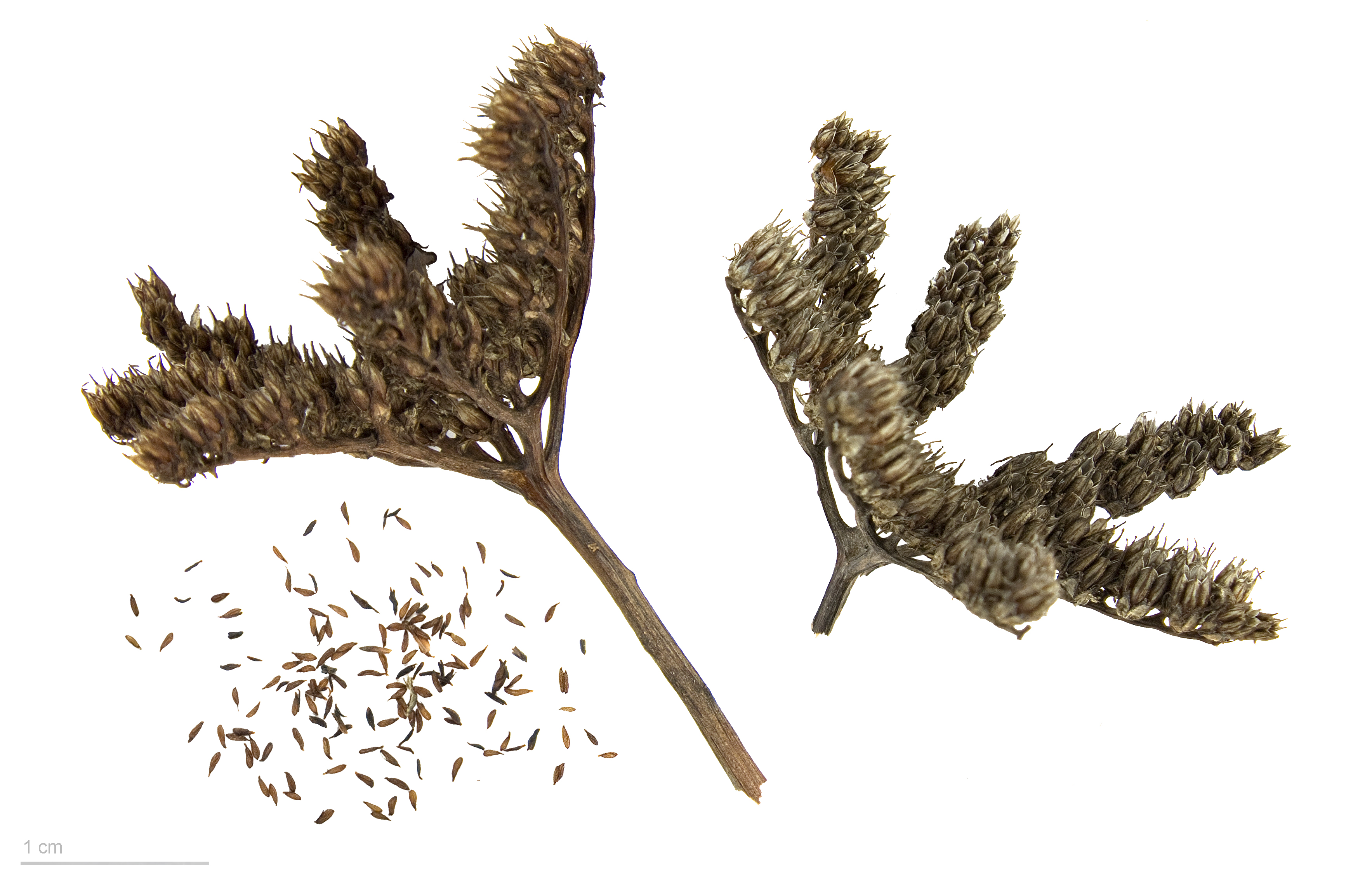
Graines et inflorescences séchées au Muséum de Toulouse.

## Distribution
Le Sedum sediforme est réparti dans l'Europe méridionale  (ouest du bassin méditerranéen, Grèce, ex-Yougoslavie, Italie, France, Espagne et Portugal), l'Asie occidentale (Liban, Turquie) et l'Afrique du Nord.
En France, l'Orpin de Nice croît en région méditerranéenne, jusque dans le Lyonnais, la Corrèze, la Vienne. Il se rencontre jusqu'à 1 400 m d'altitude.
C'est une espèce thermophile, poussant sur sols très secs, résultant de l'altération de roches calcaires.
C'est aussi une plante cultivée pour l'ornement.